# آندرآس آکولوتوس

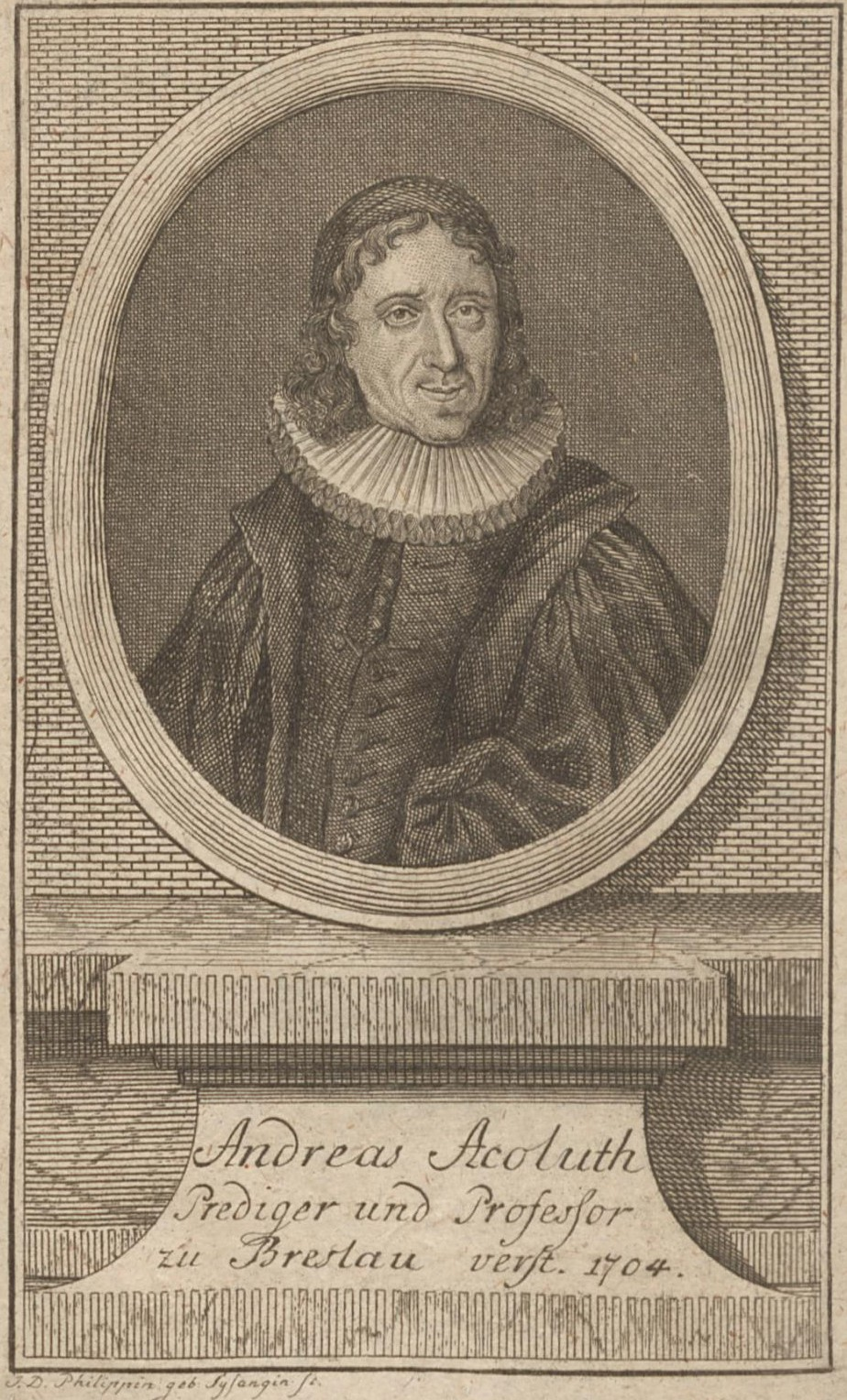
رخ‌نگاره‌ای از آندرآس آکولوتوس، اندیشمند آلمانی

آندرآس آکولوتوس (آلمانی: Andreas Acoluthus زادهٔ ۱۶۵۴ –درگذشتهٔ ۱۷۰۴ میلادی)، دانشمند و خاورشناس اهل آلمان، استاد علوم دینی در برسلاو سیلزی سفلی و مترجم بخش‌هایی از قرآن مجید به زبان لاتین. وی در برنشتاد سیلزی (در لهستان امروزی) زاده شد و در برسلاو در گذشت. از کودکی به به زبان‌های خاورزمین گرایش داشت.
وی به زبان‌های عبری، فارسی، عربی، کلدانی، حبشی و ترکی، آشنا بود؛ و به واسطه اینکه کارهایی در مورد قرآن کریم انجام داده بود به عضویت فرهنگستان علوم برلین برگزیده شد.